# Скотт, Калум
Калем Скотт (англ. Calum Scott; род. 12 октября 1988 года, Кингстон-апон-Халл, Англия) — английский певец и автор песен.
В 2015 году он приобрёл известность благодаря участию в популярном телевизионном шоу Britain's Got Talent. Позднее, в качестве сингла, он выпускает свою версию хита певицы Робин «Dancing On My Own», который занял второе место в UK Singles Chart и стал самой продаваемой песней сезона в Великобритании. В 2018 году совместно с Леоной Льюис выпустил сингл «You Are the Reason».

## Карьера

### 2013—2015: Начало карьеры иBritain’s Got Talent
15 августа 2013 года Скотт выиграл конкурс талантов Mail’s Star Search, организованный издательством газеты «Hull Daily Mail». Затем он присоединился к трибьют-группе Maroon 4 и вместе с ними гастролировал по всему Соединённому Королевству. В 2014 он, совместно с Джоном Макинтайром, сформировал электронный дуэт The Experiment. Дебютный сингл «Girl (You’re Beautiful)» был выпущен 14 июня. Они исполнили эту песню на Good Morning Britain and BBC Look North, но после, дуэт распался.
11 апреля 2015 года Калум проходил прослушивание для шоу Britain’s Got Talent, транслировавшееся на ITV. Перед его выходом на сцену, его сестра Джейд также проходила прослушивание, но была остановлена в процессе Саймоном Коуэллом. Джейд получила сразу три голоса «нет» от Аманды Холден, Дэвида Уолльямса и Саймона Коуэлла (мнение Алишы Диксон не было озвучено, так как оно уже ничего не решало). Несмотря на нервозность, вызванную отказом его сестре со стороны жюри, Калум исполнил кавер на песню певицы Робин «Dancing On My Own», которую он услышал при выступлении рок-группы Kings of Leon на Live Lounge BBC Radio 1 в 2013. После получения бурных оваций от судей, Коуэлл нажал «Золотую кнопку», предоставив Скотту автоматическое прохождение на лайв-шоу. Объясняя свое решение отправить Скотта прямо в полуфинал, Коуэлл сказал:

"Я ни разу за все годы сидения в жюри в этом шоу не слышал парня с таким огромным талантом. Серьезно. И это было потрясающе, и показало мне, что вы больше, чем просто певец, вы артист, и именно поэтому вы получили ее (кнопку)"
 После этого прослушивания, Скотт получал поддержку от таких звезд как Little Mix и Эштон Кутчер.
После его появления в первом эпизоде шоу число его читателей в Twitter возросло с 400 до более чем 25 000. Видео с его прослушиванием набрало более 328,000,000 просмотров на YouTube. В полуфинале, состоявшемся 29 мая, Скотт исполнил композицию «We Don’t Have to Take Our Clothes Off» Джермейна Стюарта. Уолльямс комментировал: «Ты реально звучишь как студийный артист», в то время как Алиша Диксон предположила, что он будет иметь «успех во всем мире». Он выиграл полуфинал с 25,6 % голосов, отправляясь тем самым в финал. В финале, который состоялся 31 мая, Скотт исполнил песню «Diamonds» певицы Рианны и финишировал шестым из 12 участников, набрав 8,2 % голосов. После «British’s Got Talent» Скотт начал серию шоу по всей Великобритании, включая Viking FM Future Star Awards, Flamingo Land Resort Fair, десятилетие Westwood Cross Shopping Centre, Gibraltar Summer Nights, Hull Daily Mail’s Star и Dartford Festival.

### 2016 — настоящее:Only Human

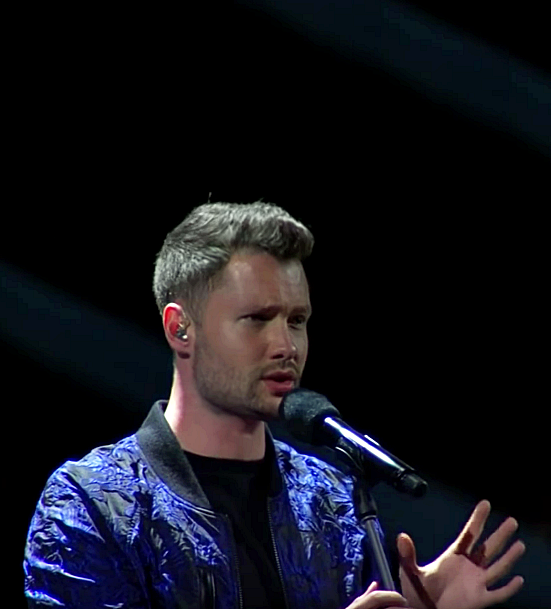
Скотт на выступлении в Tabernacle, UK, в 2016.

15 апреля 2016 года Скотт самостоятельно выпускает кавер на «Dancing On My Own». Песня неожиданно стала хитом, впервые попав на 40-е место в чартах в мае и попав в топ-40, несмотря на незаметное промо с единственной радиостанции West Hull FM. Затем она была добавлена в «C List» Radio 2 и 5-го августа заняла второе место в UK Singles Chart. В августе 2016 сингл был сертифицирован как платиновый в Великобритании, продав более 600 000 копий. 24 мая в Твиттере Скотт объявил о том, что подписал контракт с Capitol Records на выпуск дебютного альбома. Скотт представлял свою песню на таких телевизионных шоу, как BBC Look North, Lorraine (TV programme), Weekend (TV programme), Late Night with Seth Meyers и бразильском Encontro com Fátima Bernardes. Он также продвигал песню на нескольких радиостанциях, в том числе на BBC Radio Humberside, Viking FM, Radio Gibraltar, BFBS Radio and Gibraltar Broadcasting Corporation. 16 сентября он, совместно с известной бразильской артисткой Ивечи Сангалу делает релиз промосингла «Transformar», являющимся официальной темой Летних Паралимпийских игр 2016 года. Они исполнили его на церемонии закрытия Паралимпийских игр 18 сентября. В сентябре 2016 года стало известно, что «Dancing On My Own» стала самой загружаемой песней лета в Великобритании.
В 2017 году он провел тур в США и выпустил сингл «You Are the Reason». Также в этом же году, он начал работать над своим дебютным альбомом Only Human, который был впоследствии выпущен в 9 марта 2018 года. Релиз новой версии «You Are the Reason» произошел перед выходом альбома в начале 2018 в качестве коллаборации с Леоной Льюис, и которая была ими исполнена на  The One Show  в феврале 2018. В мае Скотт выпускает четвертый сингл со своего альбома Only Human под названием «What I Miss Most».
В октябре 2018, Скотт выпустил новый сингл под названием «No Matter What». После релиза Скотт заявил, что: «„No Matter What“, без сомнения, самая личная его песня, из всех тех, что он когда-либо писал, и которой он больше всего гордится. Эта песня создана из одиночества, принятия себя и душераздирающей истории освобождения после моего каминг-аута. Что я люблю в этой песне, так это то, что она не ограничивается рассказом о сексуальной идентичности, а также затрагивает отношения между родителем и ребенком и о принятии в целом. Этой песни не было в моем дебютном альбоме, потому что я тогда просто не был готов показать ее миру.»

## Дискография

### Студийные альбомы
| Название   | Информация                                                                   | Места в чартах | Места в чартах | Места в чартах | Места в чартах | Места в чартах | Места в чартах | Места в чартах | Места в чартах | Сертификаты                       |
| Название   | Информация                                                                   | UK             | AUS            | BEL (FL)       | CAN            | IRE            | NLD            | NZ             | US             | Сертификаты                       |
| ---------- | ---------------------------------------------------------------------------- | -------------- | -------------- | -------------- | -------------- | -------------- | -------------- | -------------- | -------------- | --------------------------------- |
| Only Human | - Выпущен: 9 марта 2018 - Лейбл: Capitol - Форматы: CD, LP, digital download | 4              | 5              | 35             | 27             | 19             | 75             | 26             | 66             | - ARIA: Золотой - BPI: Серебряный |

### Синглы

#### Как ведущий артист
| Название                                                                | Год выпуска | Места в чартах | Места в чартах | Места в чартах | Места в чартах | Места в чартах | Места в чартах | Места в чартах | Места в чартах | Места в чартах | Места в чартах | Сертификаты                                                                                          | Альбом                      |
| Название                                                                | Год выпуска | UK             | AUS            | BEL (FL)       | DEN            | IRE            | NLD            | NZ             | SCO            | SWE            | US Adult       | Сертификаты                                                                                          | Альбом                      |
| ----------------------------------------------------------------------- | ----------- | -------------- | -------------- | -------------- | -------------- | -------------- | -------------- | -------------- | -------------- | -------------- | -------------- | --- | --------------------------- |
| «Dancing On My Own»                                                     | 2016        | 2              | 2              | 19             | 8              | 4              | 14             | 5              | 1              | 4              | 15             | - BPI: 2× Платиновый - ARIA: 6× Платиновый - IFPI DEN: Золотой - RMNZ: Платиновый - RIAA: Платиновый | Only Human                  |
| «Rhythm Inside»                                                         | 2016        | 90             | —              | —              | —              | —              | —              | —              | 23             | —              | —              | | Only Human                  |
| «You Are the Reason»                                                    | 2017        | 43             | 27             | —              | —              | 55             | —              | —              | 6              | —              | 11             | - BPI: Серебряный - ARIA: 2x Платиновый - MC: 2x Платиновый - RIAA: Золотой                          | Only Human                  |
| «What I Miss Most»                                                      | 2018        | —              | —              | —              | —              | —              | —              | —              | 83             | —              | —              | | Only Human                  |
| «No Matter What»                                                        | 2018        | —              | 137            | —              | —              | —              | —              | —              | 53             | —              | —              | | Only Human: Special Edition |
| «Undo» (with Naughty Boy & Shenseea)                                    | 2019        | —              | —              | —              | —              | —              | —              | —              | —              | —              | —              | | Bungee Jumping              |
| «—» означает, что релиз не попал в чарт или не выпущен в данной стране. |             |                |                |                |                |                |                |                |                |                |                | |                             |

#### Как приглашенный артист
| Название                                                  | Год выпуска | Альбом            |
| --------------------------------------------------------- | ----------- | ----------------- |
| «Give Me Love» (Don Diablo совместно с Калумом Скоттом)   | 2018        | Future            |
| "Love on Myself" (Феликс Йен совместно с Калумом Скоттом) | 2019        | Неальбомный сингл |

### Промосинглы
| Название                                 | Год выпуска | Альбом            |
| ---------------------------------------- | ----------- | ----------------- |
| «Transformar (Change)» (с Ивечи Сангалу) | 2016        | Неальбомный сингл |

### Соавторство песен
| Название            | Год выпуска | Артист(ы) | Альбом                | Доля    |
| ------------------- | ----------- | --------- | --------------------- | ------- |
| «The Joke Is on Me» | 2018        | Boyzone   | Thank You & Goodnight | Соавтор |

Notes
1. ↑  "You Are the Reason" did not enter the Flemish Ultratop 50, peaked at number 24 on the Ultratip chart.[28]
2. ↑  "You Are the Reason" did not enter the Swedish Singellista Chart, but peaked at number five on the Swedish Heatseeker Chart.[45]
3. ↑  "No Matter What" did not enter the Flemish Ultratop 50, peaked at number 46 on the Ultratip chart.[28]

## Видеография

### Как ведущий артист
| Название                                                       | Год выпуска | Режиссер                      |
| -------------------------------------------------------------- | ----------- | ----------------------------- |
| «Yours»                                                        | 2015        | Astor Production              |
| «When We Were Young»                                           | 2015        | Shoot J Moore                 |
| «Dancing On My Own»                                            | 2016        | Ryan Pallotta                 |
| «Dancing On My Own» (Tiësto Remix)                             | 2016        | Josh Killacky and David Moore |
| «Rhythm Inside»                                                | 2017        | Howard Greenhalgh             |
| «You Are the Reason»                                           | 2018        | Frank Borin                   |
| «You Are the Reason» (Duet version) (совместно с Леоной Льюис) | 2018        |                               |
| «What I Miss Most»                                             | 2018        | Ozzie Pullin                  |
| «No Matter What»                                               | 2018        | Ozzie Pullin                  |

### Коллаборации
| Название               | Год выпуска | Режиссер         |
| ---------------------- | ----------- | ---------------- |
| «Transformar (Change)» | 2016        | Radamés Venâncio |

### Как приглашенный артист
| Название       | Год выпуска | Режиссер            |
| -------------- | ----------- | ------------------- |
| «Give Me Love» | 2018        | Patrick Van Der Wal |

## Концертные туры
- North American Tour (2016-17)
- Only Human Tour (2018)

## Награды и номинации
| Год  | Награда     | Категория                    | Песня             | Результат |
| ---- | ----------- | ---------------------------- | ----------------- | --------- |
| 2017 | Brit Awards | «British Single of the Year» | Dancing on My Own | Номинация |

## Личная жизнь
Скотт — открытый гей. Калум говорит, что у него были проблемы с его сексуальностью, пока он рос, но с момента как он повзрослел, он стал более уверен в своей идентичности.